# IHF Super Globe
IHF Super Globe anordnades för första gången av International Handball Federation 1997, och spelas årligen sedan 2010. IHF Super Globe brukar liknas vid ett världsmästerskap för klubblag.
Från 2019 till 2022 är det Saudiarabien som står som värdnation.

## Kvalifikation
Tävlingen arrangeras med 12 lag, varav 10 kvalificerar sig och två får wild card från IHF.
De 10 platserna tilldelas enligt följande:
- Regerande mästaren
- Två lag från värdnationen
- Vinnaren av African Handball Super Cup
- Vinnaren av Asian Club League Handball Championship
- Vinnaren av Oceania Handball Champions Cup
- Vinnaren av North American and the Caribbean Senior Club Championship
- Vinnaren av South and Central American Club Handball Championship
- Vinnaren av Arab Handball Championship of Champions
- Vinnaren av EHF Champions League

## Tidigare vinnare
| År   | Värdnation |                                          | Final                                    | Final                                    | Final                                    |                                          | Bronsmatch                               | Bronsmatch                               | Bronsmatch |
| År   | Värdnation | Mästare                                  | Resultat                                 | Andra plats                              | Tredje plats                             | Resultat                                 | Fjärde plats                             |                                          |            |
| ---- | ---------- | ---------------------------------------- | ---------------------------------------- | ---------------------------------------- | ---------------------------------------- | ---------------------------------------- | ---------------------------------------- | ---------------------------------------- | ---------- |
| 1997 | Wien       | CB Cantabria                             | 30–29                                    | Drammen HK                               | Doosan KyungWol                          | 33–27                                    | HC Stadtwerke Bruck                      |                                          |            |
| 2002 | Doha       | Al-Sadd                                  | Inget slutspel                           | SC Magdeburg                             | Metodista SBC                            | Inget slutspel                           | Al-Salmiya                               |                                          |            |
| 2007 | Kairo      | BM Ciudad Real                           | Inget slutspel                           | Al Ahly                                  | MC Alger                                 | Inget slutspel                           | Metodista SBC                            |                                          |            |
| 2010 | Doha       | BM Ciudad Real                           | 30–25                                    | Al-Sadd                                  | Zamalek SC                               | 33–22                                    | Al-Sadd Libanon                          |                                          |            |
| 2011 | Doha       | THW Kiel                                 | 28–25                                    | BM Ciudad Real                           | Al-Sadd Libanon                          | 28–23                                    | Zamalek SC                               |                                          |            |
| 2012 | Doha       | Atlético Madrid                          | 28–23                                    | THW Kiel                                 | Al-Sadd                                  | 32–26                                    | Zamalek SC                               |                                          |            |
| 2013 | Doha       | FC Barcelona                             | 27–25                                    | HSV Hamburg                              | El Jaish                                 | 27–20                                    | Étoile du Sahel                          |                                          |            |
| 2014 | Doha       | FC Barcelona                             | 34–26                                    | Al-Sadd                                  | SG Flensburg-Handewitt                   | 27–17                                    | El Jaish                                 |                                          |            |
| 2015 | Doha       | Füchse Berlin                            | 28–27 (e. fl)                            | MKB Veszprém                             | FC Barcelona                             | 30–20                                    | Sydney University                        |                                          |            |
| 2016 | Doha       | Füchse Berlin                            | 29–28                                    | Paris Saint-Germain                      | Vive Targi Kielce                        | 36–25                                    | Al-Sadd                                  |                                          |            |
| 2017 | Doha       | FC Barcelona                             | 29–25                                    | Füchse Berlin                            | RK Vardar                                | 37–19                                    | Al-Sadd                                  |                                          |            |
| 2018 | Doha       | FC Barcelona                             | 29–24                                    | Füchse Berlin                            | Montpellier HB                           | 33–23                                    | Al-Sadd                                  |                                          |            |
| 2019 | Dammam     | FC Barcelona                             | 34–32                                    | THW Kiel                                 | RK Vardar                                | 30–26                                    | Al Wehda                                 |                                          |            |
| 2020 | Dammam     | Inställt på grund av Coronaviruspandemin | Inställt på grund av Coronaviruspandemin | Inställt på grund av Coronaviruspandemin | Inställt på grund av Coronaviruspandemin | Inställt på grund av Coronaviruspandemin | Inställt på grund av Coronaviruspandemin | Inställt på grund av Coronaviruspandemin |            |
| 2021 | Jeddah     | SC Magdeburg                             | 33–28                                    | FC Barcelona                             |                                          | Aalborg Håndbold                         | 34–29                                    | E.C. Pinheiros                           |            |
| 2022 | Dammam     | SC Magdeburg                             | 41–39 (e. fl)                            | FC Barcelona                             | Łomża Industria Kielce                   | 35–26                                    | Al Ahly                                  |                                          |            |
| 2023 | Dammam     | SC Magdeburg                             | 34–32 (e. fl)                            | Füchse Berlin                            | FC Barcelona                             | 33–30                                    | Industria Kielce                         |                                          |            |

## Statistik
| Plac. | Klubb                    | Guld | Silver | Brons | Årtal vinnare                |
| ----- | ------------------------ | ---- | ------ | ----- | ---------------------------- |
| 1     | FC Barcelona             | 5    | 2      | 2     | 2013, 2014, 2017, 2018, 2019 |
| 2     | SC Magdeburg             | 3    | 1      | 0     | 2021, 2022, 2023             |
| 3     | Füchse Berlin            | 2    | 3      | 0     | 2015, 2016                   |
| 4     | BM Ciudad Real           | 2    | 1      | 0     | 2007, 2010                   |
| 5     | Al-Sadd                  | 1    | 2      | 1     | 2002                         |
| 6     | THW Kiel                 | 1    | 2      | 0     | 2011                         |
| 7     | Atlético Madrid          | 1    | 0      | 0     | 2012                         |
| 7     | CB Cantabria             | 1    | 0      | 0     | 1997                         |
| 9     | Al Ahly                  | 0    | 1      | 0     |                              |
| 9     | HSV Hamburg              | 0    | 1      | 0     |                              |
| 9     | Veszprém                 | 0    | 1      | 0     |                              |
| 9     | Drammen HK               | 0    | 1      | 0     |                              |
| 9     | Paris Saint-Germain      | 0    | 1      | 0     |                              |
| 14    | RK Vardar                | 0    | 0      | 2     |                              |
| 14    | Vive Kielce              | 0    | 0      | 2     |                              |
| 16    | GS Pétroliers (MC Alger) | 0    | 0      | 1     |                              |
| 16    | Metodista SBC            | 0    | 0      | 1     |                              |
| 16    | Zamalek SC               | 0    | 0      | 1     |                              |
| 16    | SG Flensburg-Handewitt   | 0    | 0      | 1     |                              |
| 16    | As-Sadd                  | 0    | 0      | 1     |                              |
| 16    | Doosan KyungWol          | 0    | 0      | 1     |                              |
| 16    | El Jaish                 | 0    | 0      | 1     |                              |
| 16    | Montpellier HB           | 0    | 0      | 1     |                              |
| 16    | Aalborg Håndbold         | 0    | 0      | 1     |                              |

| Plac. | Nation         | Guld | Silver | Brons | Totalt |
| ----- | -------------- | ---- | ------ | ----- | ------ |
| 1     | Spanien        | 9    | 3      | 2     | 14     |
| 2     | Tyskland       | 6    | 7      | 1     | 14     |
| 3     | Qatar          | 1    | 2      | 2     | 5      |
| 4     | Egypten        | 0    | 1      | 1     | 2      |
| 4     | Frankrike      | 0    | 1      | 1     | 2      |
| 6     | Ungern         | 0    | 1      | 0     | 1      |
| 6     | Norge          | 0    | 1      | 0     | 1      |
| 8     | Polen          | 0    | 0      | 2     | 2      |
| 8     | Nordmakedonien | 0    | 0      | 2     | 2      |
| 10    | Algeriet       | 0    | 0      | 1     | 1      |
| 10    | Brasilien      | 0    | 0      | 1     | 1      |
| 10    | Libanon        | 0    | 0      | 1     | 1      |
| 10    | Sydkorea       | 0    | 0      | 1     | 1      |
| 10    | Danmark        | 0    | 0      | 1     | 1      |
| Total | Total          | 16   | 16     | 16    | 48     |